# La darrera aventura del general Custer
La darrera aventura del general Custer (títol original en anglès: Custer of the West) és una pel·lícula estatunidenca dirigida per Robert Siodmak el 1967. Ha estat doblada al català.

## Argument
El general George Armstrong Custer, heroi de la Guerra de Secessió, accepta un lloc militar important. Per ordre del general Philip Sheridan, Custer llança un atac contra un poble cheyenne, durant el qual els seus homes massacren dones i nens. Ell i el seu regiment seran exterminats durant la batalla de Little Big Horn.

## Al voltant de la pel·lícula
La vida del general Custer és descrita a partir de la fi de la Guerra de Secessió, des que pren el comandament del 7è regiment de cavalleria
La situació de la massacre és presentada de manera que sigui exonerat de tota responsabilitat en la batalla de Washita River.

## Repartiment
- Robert Shaw: general George Armstrong Custer
- Mary Ure: Elizabeth Custer
- Ty Hardin: Major Marcus Reno
- Jeffrey Hunter: Capità Frederick Benteen
- Robert Ryan: sergent Mulligan
- Lawrence Tierney: general Philip Sheridan
- Kieron Moore: Cap indi Dull Knife